# August Thurnher
August Thurnher (* 17. Dezember 1836 in Dornbirn; † 9. August 1908 in Bozen) war ein österreichischer Jurist und Politiker. Thurnher war von 1868 bis 1871 und von 1878 bis 1882 Abgeordneter zum Vorarlberger Landtag und von 1870 bis 1871 Mitglied des Vorarlberger Landesausschusses.

## Leben und Wirken
August Thurnher wurde am 17. Dezember 1936 als Sohn von Franz Martin Thurnher und dessen Frau Theresia Mager in Dornbirn geboren. Thurnher studierte zunächst Rechtswissenschaften und schloss sein Studium mit der Promotion zum Doktor der Rechte ab. Anschließend schlug er im Kaisertum Österreich eine Karriere als Beamter ein. Er arbeitete ab 1862 als Konzeptpraktikant beim Bezirksamt Feldkirch, war ab 1867 k.k. Bezirksamtsaktuar beim Bezirksamt Bludenz. Im April 1868 wurde Thurnher erstmals in seiner Karriere nach Südtirol versetzt, wo er kurzfristig als Bezirksamtsaktuar am Bezirksamt Bruneck tätig wurde. Bereits im August desselben Jahres wurde er Statthaltereikonzipient in Innsbruck.
Am 13. November 1871 heiratete er in Bozen mit Emilie Würzer, mit der gemeinsam er in der Folge drei Kinder bekam. Im Jahr 1870 wurde er zum k.k. Bezirkskommissär in Bozen ernannt, 1875 zum Leiter der k.k. Grundlasten-Ablösungs- und Regulierungskommission in Nauders. 1876 wurde er zunächst in Ried im Oberinntal, von 1876 bis 1879 in Meran und schließlich 1880/81 abermals in Innsbruck eingesetzt. Ab dem Jahr 1883 bekleidete August Thurnher das Amt des Bezirkshauptmanns in Bozen. 
1868 verlieh die kleine Gemeinde Raggal im Großen Walsertal August Thurnher die Ehrenbürgerschaft, da er zu diesem Zeitpunkt nicht mehr in Vorarlberg wohnhaft war und deshalb nicht in den Landtag gewählt hätte werden können. Im selben Jahr erfolgte schließlich auch seine erste Wahl in den Landtag, wobei er als Abgeordneter der Landgemeinden des Wahlbezirks Bludenz-Montafon auf Franz Josef Rinderer folgte, dessen Wahl annulliert worden war. 1870 wurde er erneut, dieses Mal für die Landgemeinden des Wahlbezirks Feldkirch-Dornbirn, in den Vorarlberger Landtag gewählt. Für ein Jahr gehörte er 1870 bis 1871 auch dem Vorarlberger Landesausschuss, der Vorgängerinstitution der späteren Landesregierung, an. Nach zwei Legislaturperioden trat er 1882 aus dem Landtag wieder aus, um sich in der Folge voll auf sein Amt als Bezirkshauptmann zu konzentrieren.